# Алексеј Карјакин
Алексеј Вјачеславович Карјакин (рус. Алексей Вячеславович Карякин; Стаханов, 7. април 1980) проруски је политичар из Украјине и први председник Народног савета Луганске Народне Републике делимично признате државе Луганске Народне Републике (ЛНР) од 18. маја 2014. до 25. марта 2016. године.

## Биографија
Карјакин је рођен у граду Стаханов, Луганска област. Завршио је техничку школу Стаханов са дипломом одржавања и поправке возила. Имао је свој мали бизнис (продавницу у Стаханову).
У априлу 2014, Карјакин је активно учествовао у акцијама против политике украјинске владе („Руско пролеће“) у граду Стаханову. Дана 5. априла 2014, заједно са још пет активиста, приведен је и смештен у привремени притвор Лењинског окружног одељења полиције у Луганску, али је убрзо након напада на СБУ Луганска пуштен. Учествовао је на митинзима подршке специјалним снагама МУП-а Украјине „Беркут“ и прикупљао новац у корист повређених војника специјалних снага. Он је 17. априла представљао грађане који су заузели зграду СБУ у Луганску на састанку са представницима посматрачке групе ОЕБС-а.
Дана 18. маја 2014. изабран је за шефа парламента Луганске Народне Републике (Народни савет Луганске Народне Републике). Служба безбедности Украјине је 2014. године ставила Алексеја Карјакина на потерницу због „сумње за велеиздају“. Дана 6. октобра је изабран за шефа Централне ревизорске комисије покрета „Мир за Луганшчину“ (до 13. децембра 2014).
Од 17. новембра 2014. поново је изабран за председника Народног савета ЛНР. Његову кандидатуру подржао је 41 посланик од 43, два посланика су била уздржана.
Народни савет ЛНР је 25. марта 2016. разрешио Карјакина са места председавајућег на предлог посланика. Три дана касније отишао је из ЛНР у Русију. Од 29. априла је лишен посланичког имунитета.
Стављен је на потерницу Генералног тужилаштва ЛНР 21. септембра 2016. године због наводног покушаја државног удара.
Након што је тадашњи шеф ЛНР Игор Плотницки у новембру 2017. поднео оставку и отишао у Русију, Карјакин се вратио у ЛНР. Дана 5. децембра 2017. године на згради Владе ЛНР у Луганску у присуству руководства ЛНР откривена је спомен-плоча Генадију Ципкалову. Церемонији је присуствовао и Алексеј Карјакин.
Пријавио се као добровољац током мобилизације 2022. године.